# Le Bouif errant
Pour plus de détails, voir Fiche technique et Distribution.
Le Bouif errant est une Comédie d'aventure muette française réalisée en 1926 par René Hervil qui fait partie de la série du Bouif.

## Fiche technique
- Réalisation : René Hervil
- Scénario : Maurice de Marsan, d'après une nouvelle de Georges de La Fouchardière et Félix Celval
- Photographie : Armand Thirard, René Guichard
- Production : Marcel Vandal, Charles Delac
- Société de production : Le Film d'Art
- Société de distribution : Établissements Louis Aubert
- Pays de production :  France
- Format : Noir et blanc - Muet
- Genre : Comédie et aventure
- Date de sortie : 
  - France : 24 décembre 1926

## Distribution
- Félicien Tramel : Alfred Bicard dit « Le Bouif », qui accepte de remplacer le prince Ladislas sur le trône de Carinthie
- Janine Merrey : la princesse Mitzy de Kummelsdorf, que Bicard/Ladislas est censé épouser
- Albert Préjean :  Ladislas Samovaroff, identité sous laquelle sa cache le prince Ladislas de Carinthie, plus intéressé par les cabarets que le trône
- Frédérique : Settel Kildy
- Jane Pierson : la concierge
- Jim Gérald: le colonel Bossouzof
- Léon Malavier : le docteur Galicari, un savant orientaliste pour les expériences duquel Bicart prête son corps
- Joe Alex